# Ann Blom
Ann Blom, född 9 juli 1952 i Stockholm, är en svensk konstnär.
Blom, som är dotter till svetsare yrkeslärare Stig Blom och kanslist Vera Andersson, studerade vid Pernbys målarskola 1979–1981 och vid Valands konsthögskola 1981–1986. Hon utsmyckade entréhallen till Kronåsskolan i Uppsala 1985 och har hållit separatutställningar i Stockholm, Göteborg, Karlskrona, Umeå och Lund. Hon är sedan 1985 gift med Thomas Millroth.